# Средние Шуни
Сре́дние Шу́ни — деревня в Вятскополянском районе Кировской области России. Административный центр Среднешунского сельского поселения.

## География
Деревня находится в южной части Кировской области, в зоне хвойно-широколиственных лесов, на правом берегу реки Аллаук, вблизи места впадения в неё реки Каркаусь, на расстоянии приблизительно 13километров (по прямой) к юго-востоку от города Вятские Поляны, административного центра района. Абсолютная высота — 75 метров над уровнем моря.
Климат
Климат характеризуется как умеренно континентальный, с умеренно холодной зимой и тёплым летом. Среднегодовая температура — 2,9 °C. Средняя температура воздуха самого холодного месяца (января) составляет −13,8 °C (абсолютный минимум — −48 °С); самого тёплого месяца (июля) — 19,1 °C (абсолютный максимум — 38 °С). Безморозный период длится в течение 126—131 дня. Годовое количество атмосферных осадков — 453—506 мм, из которых 245—275 мм выпадает в период с мая по сентябрь. Снежный покров держится в течение 150 дней.

## История
В «Списке населенных мест по сведениям 1859—1873 годов», изданном в 1876 году, населённый пункт упомянут как казённая деревня Шуня средних 2-го стана Малмыжского уезда Вятской губернии. Располагалась при речке Шунке, на Елабужском почтовом тракте, в 68 верстах от уездного города Малмыжа и в 16 верстах от становой квартиры в казённом селе Поляны (Вятские Поляны). В деревне, в 108 дворах жили 791 человек (398 мужчин и 393 женщины), была мечеть.

## Население
| 2010 |
| ---- |
| 902  |

Половой состав
По данным Всероссийской переписи населения 2010 года в гендерной структуре населения мужчины составляли 47,5 %, женщины — соответственно 52,5 %.
Национальный состав
Согласно результатам переписи 2002 года, в национальной структуре населения татары составляли 99 % из 971 чел.

## Религия
Мечети
- Мечеть